# Apenninen-Distel
Die Apenninen-Distel (Carduus chrysacanthus) ist eine Pflanzenart aus der Gattung der Ringdisteln (Carduus) innerhalb der Familie der Korbblütler (Asteraceae).

## Beschreibung

### Vegetative Merkmale
Die Apenninen-Distel ist eine ausdauernde krautige Pflanze, die Wuchshöhen von etwa 40 Zentimetern erreicht. Der in mehrere Seitenäste verzweigte Stängel ist spinnwebig behaart und im unteren Teil breit stachelig geflügelt. Die fiederlappig-dornigen Laubblätter sind oberseits kahl oder nur schwach behaart, unterseits dicht spinnwebig-wollig. Die Blattlappen sind in einen bis zu 5 Millimeter lange Dorn ausgezogen.

### Generative Merkmale
Die Blütezeit reicht von Juni bis August. Am Ende eines sehr kurzen oder bis höchstens 6 Zentimeter langen unbeblätterten Stängelabschnitts steht jeweils ein körbchenförmiger Blütenstand mit einem Durchmesser von 4 bis 6 Zentimetern. Die äußeren und mittleren Hüllblätter sind in einen seitlich abstehenden bis zurückgeschlagenen langen Dorn ausgezogen. Die Röhrenblüten sind purpurfarben.
Die Achänen besitzen einen Pappus.

## Vorkommen
Die Apenninen-Distel kommt in Gebirgslandschaften des Mittelmeerraums in Italien und Kroatien bis in Höhenlagen von 2300 Metern Meereshöhe vor. Sie besiedelt trockenes Weideland und felsige Standorte. 

## Systematik
Die Erstbeschreibung von Carduus chrysacanthus erfolgte 1825 durch Michele Tenore in Index Seminum Horti botanici neapolitani, Seite 12. Es werden keine Subtaxa mehr akzeptiert.